# Lapinsaari (ö i Finland, Birkaland, Tammerfors, lat 61,44, long 24,15)
Lapinsaari är en ö i Finland. Den ligger i sjön Längelmävesi och i kommunen Kangasala i den ekonomiska regionen Tammerfors och landskapet Birkaland, i den södra delen av landet, 150 km norr om huvudstaden Helsingfors. Öns area är 2,5 hektar och dess största längd är 250 meter i öst-västlig riktning.